# Symmetric High-speed Digital Subscriber Line
Symmetric High-speed Digital Subscriber Line, G.991.2 (poprzednio G.SHDSL) to standard technologii DSL umożliwiający abonentowi szerokopasmowy dostęp do sieci operatora telekomunikacyjnego za pomocą istniejącego okablowania miedzianego stosowanego w tradycyjnej telefonii POTS lub liniach dzierżawionych E1.
G.SHDSL to technologia łącza symetrycznego, udostępniająca taką samą przepustowość w obu kierunkach. W odróżnieniu od technologii ADSL sygnał przesyłany jest w całym spektrum długości fal, co uniemożliwia stosowanie go równolegle z transmisją telefonii tradycyjnej POTS. Zaletą przesunięcia sygnału w dół pasma jest zwiększona odporność na zakłócenia, co umożliwia zmniejszenie mocy przesyłanego sygnału przy zachowanym zasięgu usługi. Mniejsza moc transmitowanego sygnału wykazuje zmniejszony wpływ na transmisje innego typu prowadzone w tej samej wiązce kabli (tzw. kompatybilność spektralna).
Technologia G.SHDSL jest widziana jako tania alternatywa dla dzierżawionych łączy E1 wykorzystujących metodę multipleksacji w dziedzinie czasu (TDM). Wykorzystuje ona jedną parę przewodów, podczas gdy linie E1 korzystają z dwóch par.
Szybkość transmisji uzyskanej przez G.SHDSL może wynosić od 192 do 2312 kb/s na parę przewodów. Przy wykorzystaniu dwóch par szybkość może ulec podwojeniu.
Zalety technologii G.SHDSL to przede wszystkim wysoka wydajność przy relatywnie niskich kosztach uruchomienia usługi (wykorzystanie istniejącego okablowania) oraz niski wpływ na inne technologie dostarczane przy wykorzystaniu tych samych wiązek kabli. Symetryczny dostęp do sieci umożliwia m.in. dwustronną transmisję wideo, zdalny dostęp oraz możliwość oferowania usług znajdujących się po stronie abonenta, które w przypadku korzystania z technologii asymetrycznej cierpiałyby z powodu ograniczeń pasma w jednym kierunku.